# Figurativ kunst
Figurativ er et begreb man bruger om billedkunst, som ikke er abstrakt. Det vil sige, at man i et figurativt kunstværk kan se konkrete ting afbildet.
| Kunst | Spire Denne artikel om kunst er en spire som bør udbygges. Du er velkommen til at hjælpe Wikipedia ved at udvide den. |